# Jean-Luc Bertel
Jean-Luc Bertel (Doornik, 15 augustus 1955) is een hedendaags Belgisch componist, dirigent en hoornist. Voor bepaalde werken gebruikt hij het pseudoniem: Jo Elbert.

## Levensloop
Bertel groeide op in Kortrijk, waar hij onder andere ook naar de muziekschool ging. Naast de muziekschool kreeg hij zijn eerste muziekindrukken in de plaatselijke muziekgezelschappen. Dat was te Rollegem, waar vader en twee broers eveneens meespeelden. Hij speelde later ook mee in het West-Vlaams Jeugdorkest. Bertel studeerde aan het Koninklijk Conservatorium te Gent.Hij behaalde eerste prijzen voor notenleer (1976) bij Berthe De Moor, en voor hoorn (1977) bij Roger Boone.
In 1976 werd Bertel hoornist in een Muziekkapel van de Binnenlandse Strijdkrachten in Aarlen en combineerde deze functie met parttime werkzaamheden als docent en instructeur. In 1978 werd hij lid van de Koninklijke Muziekkapel van de Belgische Luchtmacht te Bevekom. Hij legde in 1984 het examen voor adjunct-kapelmeester af en was tot in 1987 werkzaam als adjunct-kapelmeester, achtereenvolgens bij de Koninklijke Muziekkapel van de Luchtmacht en de Muziekkapel van de Grenadiers in Brasschaat.
Hij had de ambitie om officier-kapelmeester te worden en moest daarvoor opnieuw na het conservatorium. In drie jaar tijd behaalde hij er de eerste prijzen in harmonie (1987) bij Norbert Goddaer, contrapunt (1989) en fuga (1989) eveneens bij Norbert Goddaer.
Hij werd tweede dirigent van het Groot Harmonieorkest van de Belgische Gidsen in Brussel. Sinds 2002 is hij ook tweede dirigent van de Koninklijke Muziekkapel van de Belgische Zeemacht te Oostende. In september 2005 werd hij dirigent van de Koninklijke Muziekkapel van de Belgische Luchtmacht.
Verder werkt hij als koorleider van het koor Crescendo uit Kortrijk-Rollegem en was van 2000 tot 2005 ook dirigent van het koor Ars Vocalis Kortrijk.
Als componist schreef hij werken voor verschillende genres.

## Composities

### Werken voor orkest
- Symphony in g
  1. Moderato, Allegro molto
  2. Andante
  3. Scherzo, molto animato
  4. Finale, Moderato, Allegro molto
- Symphony in b
  1. Moderato
  2. Andante
  3. Allegro scherzando
  4. Allegro

### Werken voor harmonieorkest
- Air and Dance, voor harmonie- of fanfareorkest (1992)
- Canzonetta
- Concerto for euphonium and symphonic band
- Due movimenti
  1. Danza
  2. Rondo
- Festival
- Mars van het 1ste regiment Carabiniers Prince Baudouin - Grenadiers
- Mars van het 68ste Compagnie Gevechtsgenie "Semper Paratus"
- Mars van de Koninklijke School voor Onderofficieren nr. 2
- Memorial fanfare
- Symphony for winds and percussion
- Three contrafacts
  1. Estampida
  2. Chanson de toile
  3. Pastourelle

### Missen en gewijde muziek
- Missa Crescendo, voor gemengd koor en symfonieorkest
- Missa Crescendo brevis, voor gemengd koor
- A requiem, voor gemengd koor met orgel (ad libitum)
- Missa brevis in C, voor gemengd koor a capella
- Missa brevis in F, voor gemengd koor a capella
- Lamento, voor gemengd koor a capella
- Maria, voor gemengd koor
- Kerststukje, voor gemengd koor

### Muziektheater

#### Musicals
- Dag Jan - Een pleidooi voor het eerlijke guitige kind dat in ieder van ons leeft, musical voor kinderen en volwassenen

### Werken voor koren
- Drie liederen, voor gemengd koor op teksten van Guido Gezelle
  1. Ik jeune mij daarin
  2. O Lied!
  3. Ne keer dat ik zong
- Vlaanderen, ode voor gemengd koor

### Vocale muziek
- La guitarra, voor sopraan en piano
- Memento, voor sopraan en piano
- Slaapliedje, voor sopraan en piano